# Fundació de la Família Adam i Gila Milstein
La Fundació de la Família Adam i Gila Milstein (en anglès: Adam and Gila Milstein Family Foundation), és una organització sense ànim de lucre, amb seu a Los Angeles, Califòrnia, que el seu objectiu és enfortir l'Estat d'Israel i els seus vincles amb els Estats Units d'Amèrica, així com enfortir la identitat jueva dels jueus nord-americans, i la seva connexió amb la Terra d'Israel. Els nord-americans d'origen israelià Adam i Gila Milstein, van establir la fundació l'any 2000.

## Panorama general
L'any 2000, la família Milstein va crear l'organització, amb seu a Los Angeles.Adam Milstein és el president de la fundació. La missió de l'associació és educar i capacitar als estudiants i als joves professionals, perquè s'identifiquin amb les seves arrels jueves, i es connectin i advoquin per l'Estat sionista d'Israel.
La fundació segueix participant activament, invertint temps i recursos per assegurar l'impacte i l'èxit de les organitzacions, els projectes i els programes que recolza. La fundació finança i recolza dotzenes d'organitzacions, sovint en mutu acord amb diverses altres organitzacions filantròpiques.
La fundació també ofereix beques per donar suport als estudiants als campus universitaris. Les beques estan disponibles per ajudar a finançar els esdeveniments culturals, les iniciatives de formació de coalicions, les campanyes i l'activisme en els mitjans socials dirigits pels estudiants.

## Iniciatives
En associació amb la American-Israel Educational Foundation (AIEF), l'ala educativa del American Israel Public Affairs Committee (AIPAC), la fundació de la família Milstein va crear la "missió dels aliats d'Israel al campus", i va enviar a la delegació d'aliats al campus, a assistir a la conferència anual de política del AIPAC. Les iniciatives de la fundació, involucren a líders estudiantils afroamericans, a cristians i a llatins, i els eduquen perquè es converteixin en defensors d'Israel. La missió dels aliats d'Israel al campus, és una iniciativa creada pels líders i els activistes estudiantils proisraelians, que no han estat a la Terra d'Israel, i no són elegibles per participar en el programa de l'organització Taglit Birthright Israel.
Al juliol de 2017, la fundació va llançar el seu concurs de memes Milstein, en un esforç per trobar el costat divertit de l'activisme en favor d'Israel. Adam Milstein va dir: "aquest concurs és una forma divertida d'expressar el nostre amor i suport a Israel amb enginy i lleialtat".
Al gener de 2018, la fundació va crear una pàgina web que acull imatges de realitat virtual d'indrets populars a Israel. Adam Milstein va dir que els videos mostren que Israel no és una zona de guerra, sinó un lloc de pau, prosperitat, felicitat i innovació, un lloc a on qualsevol pot anar-hi i gaudir".